# Vetture rimorchiate della rete di Roma
Le vetture rimorchiate della rete di Roma sono un gruppo di 238 rotabili a due assi, utilizzati dal 1909 al 1963.

## Storia
L'idea di utilizzare un rimorchio in composizione alle piccole vetture a due assi è vecchia quanto quella di utilizzare la trazione elettrica per le linee sia urbane che extraurbane. I due rotabili sono all'uopo collegati con il cosiddetto freno continuo, una condotta che tramite apposito collegamento aziona contemporaneamente i freni di entrambi i rotabili, e con una serie di connessioni per il circuito luce, l'eventuale freno a pattini, ecc. Sulle reti che li utilizzano da subito i capilinea sono dotati di anello d'inversione e, dove questo non è possibile, di un raddoppio con asta di manovra per poter effettuare il cosiddetto salto della motrice, ovvero lo spostamento della stessa da un lato all'altro della rimorchiata. Fino a tutti gli anni '20 i tram sono dotati di un comando diretto che non consente, come già si fa sulle metropolitane, di poter telecomandare un rimorchio pilota o una seconda motrice, ovvero effettuare composizioni dove la posizione dei motori e dei posti guida è indifferente. Mancando il comando indiretto le composizioni tranviarie sono costituite da una motrice che traina un rimorchio o, se la potenza installata lo consente, due o più rimorchi. Varie e spesso ingegnose soluzioni si trovano per poter ottenere un treno reversibile quando ancora non è disponibile il comando tranviario indiretto.

## Rimorchi SRTO

### I rimorchi ex tram a cavalli

La stazione tranviaria di Porta Pia con un rimorchio ex tram a cavalli in composizione a una motrice a terrazzini

La SRTO non dispone di vetture rimorchiate fino al 1909, e del resto le vetture del suo parco, le terrazzini e le torpediniera, non sono abilitate a tale esercizio per la presenza di un rudimentale freno manuale. È tuttavia documentato da alcune immagini d'epoca che le vetture a terrazzini hanno sporadicamente trainato come rimorchio una vettura ex tram a cavalli sulle linee della via Nomentana e via Flaminia. Su quest'ultima linea ancora nel 1918 circolerebbero convogli di motrice e due rimorchi ex tram a cavalli, ma la notizia appare dubbia.

### Le Westinghouse demotorizzate

Il rimorchio 1006 ottenuto da una motrice westinghouse

Nel 1908, in attesa di ricevere la prima serie dei rimorchi Carminati e Toselli, la SRTO utilizza come tali un numero non precisabile di motrici Westinghouse (a seconda delle fonti sono 10 o 20). Di questo utilizzo ci sono pervenute due immagini di una motrice ignota, numerata nella serie dei rimorchi col numero 1007, che appare priva di trolley ma dotata di fanale. La loro circolazione, oltre che da varia documentazione d'archivio, è attestata da un appassionato dell'epoca, che raccontava dell'esistenza di rimorchi con lucernario discendente sulle piattaforme invece che interrotto.

### I rimorchi a terrazzini

Il rimorchio 1007 in una foto di fabbrica

I veri rimorchi SRTO, dotati di freno continuo, sono 40 vetture costruite dal 1909 al 1911 con rodiggio ad assi radiali. In ogni immagine disponibile, questi rimorchi appaiono del tipo a terrazzini aperti con una chiusura alle piattaforme chiaramente applicata successivamente alla costruzione, anche se l'unica fotografia apparentemente di fabbrica del rimorchio 1007 mostra i terrazzini già chiusi. Appare evidente che tale aggiunta sia stata fatta in sede di costruzione, forse per emulare l'analoga chiusura effettuata sulle motrici 200. La cassa è del tipo a sei finestrini con lucernario interrotto. Tra

### I rimorchi a otto finestrini

Il rimorchio ex SRTO 1004, numerato 576 dall'azienda municipale

Nel 1925, probabilmente per l'anno santo, la SRTO mette in circolazione quattro convogli di motrice e rimorchio a otto finestrini uguali ai coevi convogli municipali in fornitura dal 1923. Di queste vetture non si è mai trovata una sola immagine in servizio SRTO. Il fatto che le motrici a otto finestrini dell'azienda municipale siano 276 fa pensare che possa trattarsi di un prestito temporaneo, dal momento che aggiungendo le quattro vetture SRTO il numero diventa un più logico 280. Dal momento che i rimorchi a otto finestrini municipali sono invece 65, che diventa un meno logico 69 aggiungendo quelli sociali, appare plausibile che siano stati acquistati in proprio, ciò che giustifica alcune lievi differenze che li hanno caratterizzati fino alla radiazione.

## Rimorchi municipali

Il rimorchio 150, del secondo gruppo, nell'aspetto originale di questo materiale.

Il rimorchio 212 ricostruito con una cassa di tipo normale, senza portelloni.

I rimorchi municipali non furono molti rispetto alla quantità di motrici circolanti:  era comune il treno motrice e rimorchio, ma a Roma molte linee utilizzavano motrici isolate, mentre una rarità furono i convogli di motrice e due rimorchi, che troviamo utilizzati regolarmente per alcuni periodi solo sulla linea 15, poi 1, mentre fecero sporadiche apparizioni su qualche altra linea. I rimorchi municipali, inizialmente bidirezionali, furono trasformati in monodirezionali, con chiusura degli accessi lato interbinario, a partire dagli anni '30; la maggior parte di essi fu anche privata degli accoppiatori posteriori, ad eccezione di una decina di vetture.

### I rimorchi giardiniera
All'avvio del servizio municipale (1911) la prima fornitura di vetture comprende, assieme alle 35 motrici charleroi, 12 rimorchi con cassa trasformabile del tipo giardiniera, dotati di freno a pattini elettromagnetici e di campanelli elettrici per la segnalazione di fermata al conducente. Per queste apparecchiature erano dotati dei relativi accoppiatori sulle testate, dei quali quello per il freno a pattini in forma di un tubo leggermente inclinato verso il basso, ma non è mai stato possibile accertare se siano stati effettivamente utilizzati prima di essere rimossi. Il rodiggio è ad assi radiali, con ruote a raggi (caso unico nei rimorchi municipali), che penetrano parzialmente nella carrozzeria. Al primo gruppo ne seguono altri due, di 20 e 22 vetture giunte rispettivamente nel 1913 e 1914, sostanzialmente simili nella struttura ma con rodiggio semplificato e dotato di ruote piene. Nel corso degli anni '30 diverse vetture sono trasformate con l'eliminazione del lucernario e la trasformazione in vettura chiusa con cassa simile a quella dei rimorchi del tipo sei finestrini.

### I rimorchi a sei finestrini

Un rimorchio a sei finestrini.

Passata la guerra la fornitura dei rimorchi riprende con un primo gruppo di dieci rotabili a cassa chiusa costruiti dalla Tabanelli, dei quali il primo giunge subito prima del conflitto, otto sono consegnati nel 1918 e uno nel 1920. Entro il 1922 entrano in servizio altri sei gruppi di vari costruttori. Hanno carrozzeria a sei finestrini e imperiale con lucernario interrotto, finestrini della corsia passeggeri con vetri in telai in legno a scomparsa totale; le varie serie del gruppo si differenziano per piccoli particolari nella cassa, ad esempio per l'interno dell'imperiale in doghe di legno lucidato o in compensato bianco; i predellini sono fissi. Mentre ai rimorchi di tutti gli altri gruppi l'ATAG toglie, già a partire dai tardi anni Trenta, gli accoppiatori per il freno pneumatico sul frontale posteriore, qualche rimorchio di queste serie conserverà tali accoppiatori fino alla demolizione e si tratta essenzialmente dei rotabili un tempo usati quale elemento intermedio sui treni di motrice e due rimorchi.

### I rimorchi a otto finestrini

Un rimorchio a otto finestrini.

L'ultima fornitura di vetture rimorchiate inizia nel 1924 ed è costituita da 60 vetture divise in due serie di 45 vetture Tabanelli e 15 Siamic, con cassa più moderna, priva di lucernario, in tutto simile a quella delle motrici otto finestrini salvo il rodiggio ad assi radiali.

## Servizio
Sia per la SRTO che per l'ATM l'esercizio coi rimorchi è inizialmente difficoltoso. Nel caso della SRTO le vetture Westinghouse I e II, pur di potenza adeguata, non possono circolare in composizione sembra per un veto ministeriale, e il traino è consentito alle sole Westinghouse III. L'azienda municipale, da parte sua, non li può utilizzare al traino delle vetture charleroi per motivi che non è mai stato possibile accertare. Tenuto conto che cinquanta rimorchi a otto finestrini sono ritirati dal servizio nel 1938 per la costruzione delle articolate MATER la maggior parte delle vetture a due assi viaggiano isolate, e solo le otto finestrini trainano i rimorchi dei vari tipi.

Un treno di due motrici e quattro rimorchi.

Nel 1924, per l'apertura dell'ingresso di piazza delle Crociate del Cimitero Monumentale del Verano l'azienda municipale, non avendo ancora prolungato i propri impianti, installa un binario provvisorio in via Tiburtina, dotato di un raddoppio intermedio e destinato ad un servizio speciale per la ricorrenza dei defunti. Il treno è formato da due convogli di motrice e due rimorchi, per un totale di sei rotabili. Sarebbe interessante conoscere le norme di condotta di questi treni con due motrici, ovviamente entrambe presenziate, per capire con quale criterio il conducente della motrice di coda governasse la spinta (non essendoci qui il fischio come sui treni), non essendo pensabile che la sola motrice di testa fosse in grado di rimorchiare cinque rotabili, tra i quali una motrice inattiva. Analogo problema si pone per i freno; le due condotte erano accoppiate tra i due treni a tre elementi? In caso affermativo si potrebbe pensare che il conducente di testa utilizzasse il freno automatico per frenare il treno, quello diretto non essendo affidabile per la lunghezza del convoglio; ma potrebbe anche darsi che la frenatura, come la trazione, fosse affidata ai due conducenti indipendentemente uno dall'altro. In ogni caso, anche per la ridotta distanza da percorrere, circa 500 metri alla volta visto il raddoppio intermedio, la velocità di marcia sarà stata di poco superiore al passo d'uomo.
Quasi tutti i rimorchi romani sono radiati dal servizio tra il 1961 e il 1963.

## Il treno 497+448
Il gruppo di rimorchi a otto finestrini inizia ufficialmente dal 450; la vettura precedente, la 448, è anch'essa un rimorchio ad otto finestrini, leggermente diverso da quelli di serie e si ha ragione di ritenere che si tratti di un prototipo ricavato dall'ultimo rimorchio a sei moduli della precedente fornitura Siamic, che in caso contrario risulterebbe composta di 19 vetture, numero inconsueto, che sarebbe portato a 20 includendovi il 448; è da notare che la stessa situazione si ha per le contemporanee motrici a sette finestrini, l'ultima serie delle quali, la 459-495, risulta anch'essa di 19 vetture se non vi si comprende la prima del successivo gruppo di 51 motrici ad otto finestrini, la 497. Tutto ciò fa pensare che il treno 497+448 sia stato commissionato dall'ATAG come prova per i successivi gruppi di motrici e rimorchi a otto moduli. Dal 1945 il rimorchio 448 non appare più in servizio.

## Riepilogo dati

### Rimorchi SRTO
| num. esercizio      | q.tà | costruttore         | anno | lungh. | largh. | truck     | passo | freni |
| 1001-1010*          | 10   | Tabanelli           | 1909 | 7100   |        | assi rad. | 2700  | P, M  |
| 1001-1006 1008-1028 | 27#  | Carminati & Toselli | 1909 | 7100   |        | assi rad. | 2700  | P, M  |
| 1029-1041           | 13   | off. Reggiane       | 1911 | 7100   |        | assi rad. | 2700  | P, M  |
| 1101-1104           | 4    | Miani & Silvestri   | 1925 | 9200   |        | assi rad. | 2900  | P, M  |

### Rimorchi municipali
| num. es. e tipo | num. es. e tipo | q.tà | anno  | costruttore   | lungh. | largh. | tara | passo | freni   |
| 102-124 | I serie         | 12   | 1911  | Off. Reggiane | 7600   |        | 5500 | 2500  | P, E, M |
| 126-164 | II serie        | 20   | 1913  | ElettroFerr.  | 7600   |        | 5500 | 2500  | P, E, M |
| 166-208 | III serie       | 22   | 1914  | San Giorgio   | 7600   |        | 5500 | 2500  | P, E, M |
| 210 | sei finestrini  | 1    | 1914  | Tabanelli     | 7600   |        | 6000 | 2500  | P, M    |
| 212-226 | sei finestrini  | 8    | 1918  | Tabanelli     | 7600   |        | 6000 | 2500  | P, M    |
| 228 | sei finestrini  | 1    | 1920  | Tabanelli     | 7600   |        | 6000 | 2500  | P, M    |
| 230-238 | sei finestrini  | 5    | 1920  | Tabanelli     | 7600   |        | 6000 | 2500  | P, M    |
| 240-258 | sei finestrini  | 10   | 1921  | Tabanelli     | 7600   |        | 6000 | 2500  | P, M    |
| 260-288 | sei finestrini  | 15   | 1920  | San Giorgio   | 7600   |        | 6000 | 2500  | P, M    |
| 290-388 | sei finestrini  | 50   | 1921  | Siamic        | 7600   |        | 6000 | 2500  | P, M    |
| 390-408 | sei finestrini  | 10   | 1921  | Tabanelli     | 7600   |        | 6000 | 2500  | P, M    |
| 410-446 | sei finestrini  | 19   | 1924  | Siamic        | 7600   |        | 6000 | 2500  | P, M    |
| 448 | otto finestrini | 1    | 1924? | Siamic?       |        |        |      |       | P, M    |
| 450-538 | otto finestrini | 45   | 1925  | Tabanelli     | 8600   |        | 7000 | 2900  | P, M    |
| 540-568 | otto finestrini | 15   | 1925  | Miani & S.    | 8600   |        | 7000 | 2900  | P, M    |
| 570-576* | otto finestrini | 4    | 1925  | Miani & S.    | 9200   |        | 7000 | 2900  | P, M    |
| 570-576 ex SRTO 1101-1104 - Freni: P, pneumatico diretto e automatico su due condotte; E, pattini elettromagnetici; M, a mano. |                 |      |       |               |        |        |      |       |         |